# Jakob Gretser

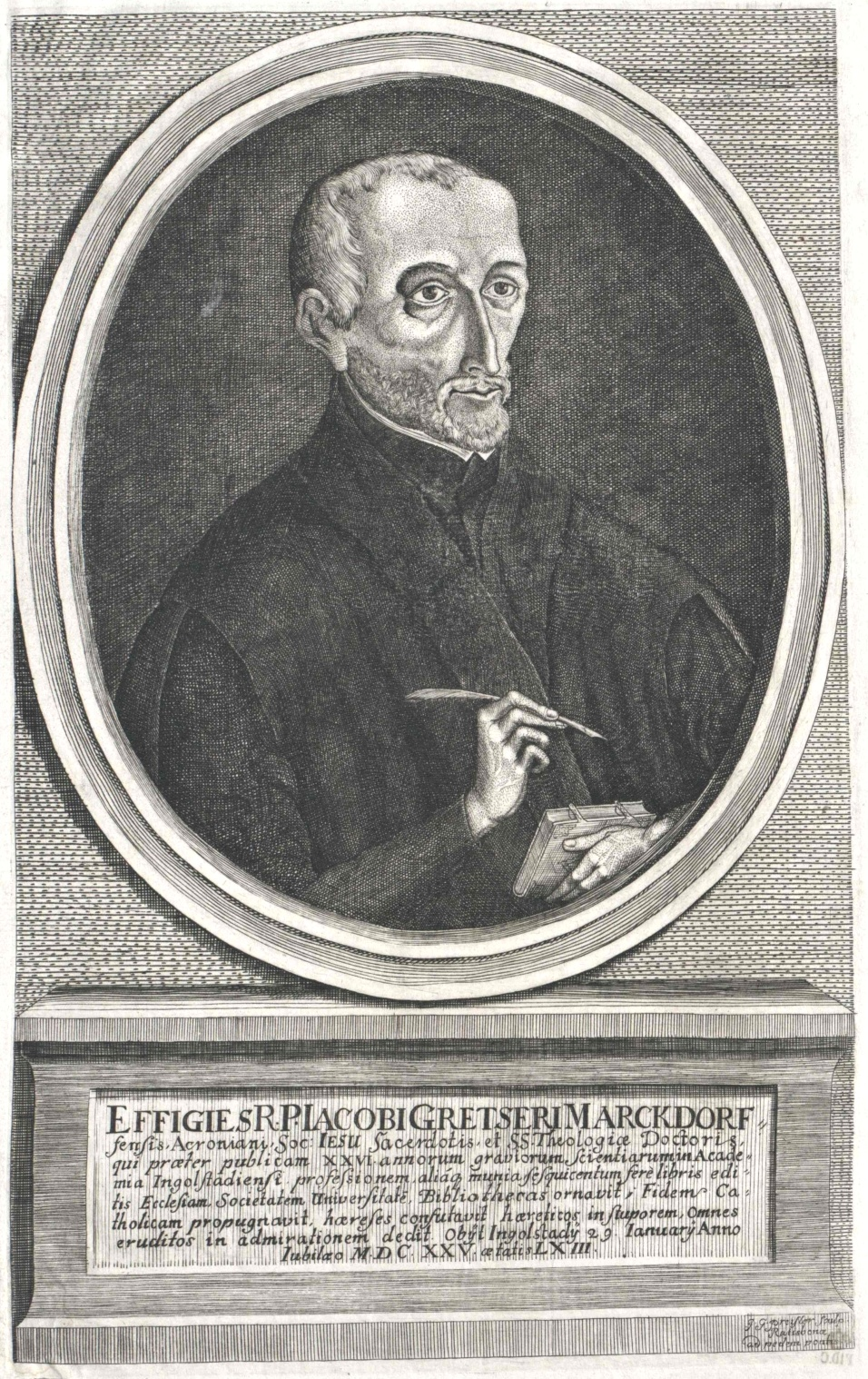
Pater Jakob Gretser

Jakob Gretser S.J. (* 27. März 1562 in Markdorf; † 29. Januar 1625 in Ingolstadt) war ein einflussreicher lateinischer Philologe, Historiker, Dramatiker und Polemiker der Gegenreformation in Deutschland.

## Leben
Jakob Gretser war der Sohn des Markdorfer Bürgermeisters. Seit 1576 besuchte er das jesuitische Seminar in Innsbruck, wo er 1578 in den Orden aufgenommen wurde.  Nach kurzfristigen Lehraufgaben in Landsberg und Pont-à-Mousson wurde er 1580 an das Münchener Jesuitengymnasium versetzt. Über Freiburg im Üechtland 1584 gelangte er 1586 erstmals nach Ingolstadt, wo er 1588 den Magistergrad in Philosophie erwarb. 1589 erhielt er dort die Priesterweihe und war hier ein theologischer Schüler Gregors von Valencia (1549–1603), dessen Lehrstuhl der Scholastik er 1592 übernahm. Zuvor hatte er bereits seit 1588 eine Professur für Metaphysik inne. 1601 begleitete er Albert Hunger zum Regensburger Religionsgespräch.
Von 1605 bis 1609 stellte man Gretser frei, damit er sich ganz dem gegenreformatorischen Kampf mit der Feder widmen konnte.
Ab 1609 war er wiederum als Professor der Moral in den universitären Lehrbetrieb eingebunden. Von 1616 an stand dann das Publizieren im Dienste der Gegenreformation wieder im Fokus.
Gretser verfasste mehr als hundert lateinische Werke auf den verschiedensten Gebieten, vor allem in Philologie und Kirchengeschichte. Er übersetzte und edierte griechische Autoren, publizierte eine griechische Grammatik, schrieb 23 lateinische Schuldramen und leistete bedeutende Beiträge zum Schrifttum der Gegenreformation. Fast alle seine gegenreformatorischen Schriften wurden durch seinen Ordensbruder Conrad Vetter in volkstümliches Bajuwarisch übersetzt.
Im 63. Lebensjahr verstarb Gretser 1625 in Ingolstadt.

## Ausgaben und Übersetzungen
- Rudimenta Linguae Graecae, ex Primo Libro Institutionum. Jacobi Gretseri Societatis Jesu. […]. Formis Academicis, Dillingen (Druck: Ignaz Mayer) 1657.
- Sonja Fielitz (Hrsg.): Jakob Gretser, Timon. Comoedia imitata (1584). Erstausgabe von Gretsers Timon-Drama mit Übersetzung und einer Erörterung von dessen Stellung zu Shakespeares Timon of Athens. Fink, München 1994, ISBN 3-7705-2917-0
- Dorothea Weber (Hrsg.): Augustinus conversus. Ein Drama von Jakob Gretser. Einleitung, Text, Übersetzung und Kommentar. Verlag der Österreichischen Akademie der Wissenschaften, Wien 2000, ISBN 3-7001-2878-9 (kritische Ausgabe)